# Bollywood

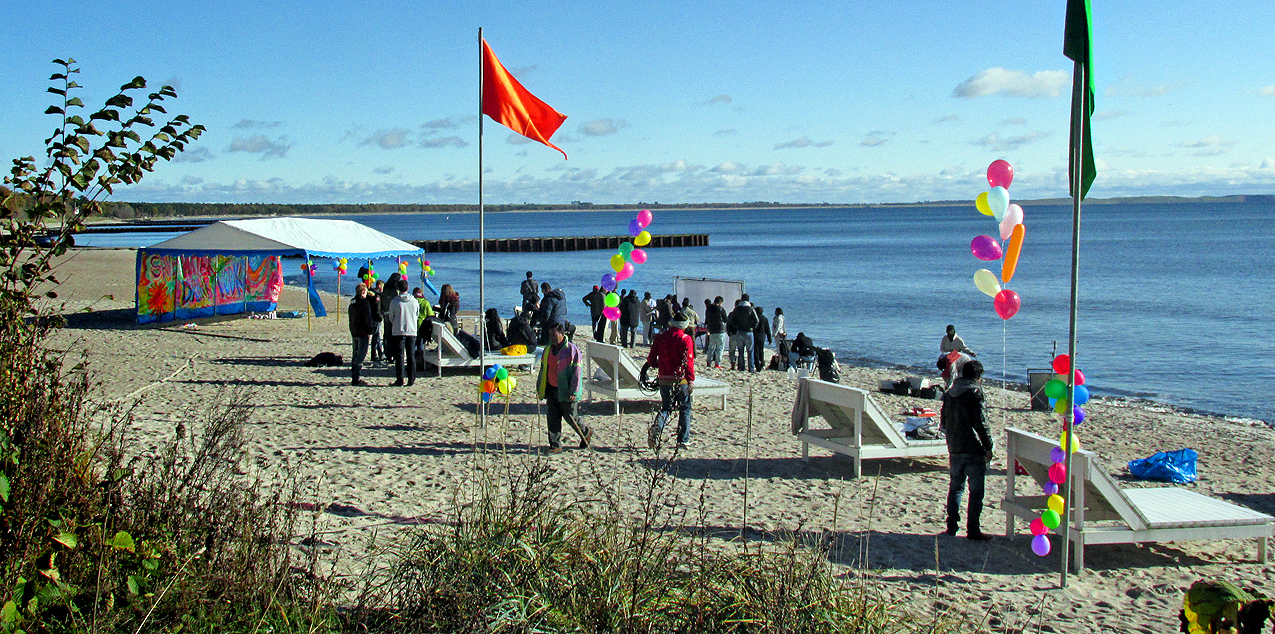
Bollywood spelar ofta in film i Europa, bland annat i Sverige. Här görs det klart till en tagning av en scen i filmen Jia aur Jia - Liv och Liv vid Ystad Saltsjöbad. 18 okt 2013.

Bollywood är ett internationellt populärnamn på den mest framgångsrika filmindustrin i Indien, den i Bombay. Här görs ungefär 900 filmer per år. De flesta indiska filmer innehåller dans- och sångnummer som blivit synonymt med Bollywoodfilmer. Filmerna är på hindi.
Förutom "Bollywood" produceras i Indien ett stort antal filmer även på regionala språk som tamil och telugu. Sammanlagt produceras det ungefär  filmer i Indien per år. 2022 var 33% av de nyproducerade filmerna i Indien på hindi, följt av telugu (Tollywood), 20%, och tamil (Kollywood) 16%.

## Etymologi
Namnet Bollywood uppfanns troligen i Bombaybaserade filmtidskrifter på 1960- eller 1970-talen, även om den exakta uppfinnaren varierar beroende på berättelse. Det är okänt om det inspirerades av namet Hollywood via Tollywood, eller om det inspirerades direkt av namnet Hollywood. Filmjournalisten Bevinda Collaco hävdar att hon myntade termen för titeln på sin kolumn i tidskriften Screen. Hennes kolumn med titeln On the Bollywood Beat handlade om studionyheter och kändisskvaller.
Namnet har kritiserats av vissa filmjournalister och kritiker, som anser att det antyder att branschen är en dålig kusin till Hollywood.

## Historik och produktioner

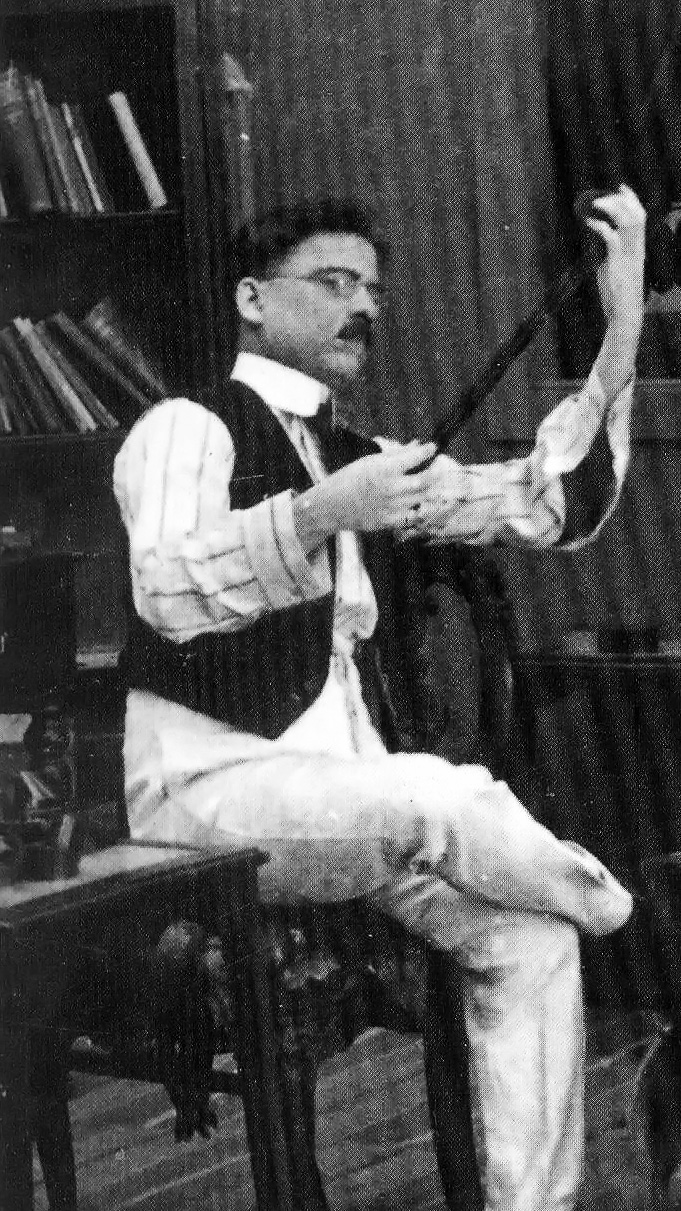
Dadasaheb Phalke anses vara den indiska filmens fader.

I Indien började film visas 1896, då filmer av Lumière visades. 1899 började man visa filmdokumentärer. 1819 gjordes två indiska långfilmer, Raja Harishcandra och Basmasur Mohini av Dadasaheb Phalke, pionjär inom Indiens filmindustri. Den första indiska ljudfilmen, Alan Ara, kom 1931.
När man började spela in filmer i Bombay var det till en början rena avfilmningar av teaterstycken. Teatern var vid sekelskiftet en form av vaudeville: underhållning med spänning, romans och gyckel med inklämda dans- och sångnummer i en löst sammansatt blandning. Så gott som alla filmer bygger på denna formel med sex till åtta sånger insprängda i handlingen.
Filmerna beskrivs ibland som en kryddblandning av komedi, romans, action och drama. De olika stilarterna binds samman till en helhet av sång- och dansnumren. Dessa scener är som drömsekvenser som inte alls behöver ha med filmens handling att göra. Melodrama, romantik och många inslag av sång och dans är viktiga ingredienser i en genomsnittlig bollywoodfilm. Språket i filmerna är vanligtvis hindi, även om engelskspråkiga filmer och filmer som använder båda språken har blivit vanligare. Filmerna har publik över hela världen, speciellt i den indiska diasporan, men också i icke-hindispråkiga områden. 
Bollywood är bara en del av Indiens filmindustri. Flera delstater gör filmer på sina lokala språk. Sammanlagt har tusen filmer premiär varje år i Indien, men det är i Bollywood som de flesta filmerna på hindi, Indiens officiella språk, spelas in. Sedan 1931, då den första ljudfilmen hade premiär, har över 68 000 filmer spelats in i Indien. Sedan talfilmen började spelas in 1931 har film på hindi lett vad gäller biljettintäkter, men de senaste åren har den mött hård konkurrens från film på telugu.
Den 28 november 2008 fick Sverige sin första Bollywoodbiograf - BioCentrum - i Malmöstadsdelen Limhamn-Bunkeflo.